# Longistigma caryae
Longistigma caryae är en insektsart. Longistigma caryae ingår i släktet Longistigma och familjen långrörsbladlöss. Inga underarter finns listade i Catalogue of Life.